# Brita Wielopolska
Brita Wielopolska (født 13. januar 1951 i Århus, død 14. december 2020) var en dansk filminstruktør. Hun blev uddannet som instruktør på Den Danske Filmskole fra 1976 til 1979. Hendes største filmsucesser er filmene Hodja fra Pjort fra 1985 og Det skaldede spøgelse fra 1992. Wielopolska er endvidere kendt som forfatter og redaktør af den første udgave af håndbogen Kvinde, kend din krop i 1975.

## Produktioner[1][2][5]
- Har du set Alice ? (1981)
- Hodja fra Pjort (1985)
- 17 op - Sallys Bizniz (1989)
- Det skaldede spøgelse (1992)